# Điện ảnh hải ngoại
Điện ảnh hải ngoại hay phim điện ảnh hải ngoại là thuật ngữ được sử dụng để chỉ ngành công nghiệp điện ảnh của cộng đồng người Việt Nam ở ngoài nước.

## Lịch sử hình thành và phát triển
Từ những năm ngay sau 1945, đã có những thước phim của các Việt kiều Pháp gửi về Việt Nam. Đó là những phim tài liệu về Hội nghị Fontainebleau, Hồ Chí Minh ở Pháp, hay về đời sống của những Việt kiều. Đầu thập niên 1950, có những thanh niên Việt Nam sang Pháp học về điện ảnh. Sau khi tốt nghiệp, một số về nước làm phim, như đạo diễn Phạm Kỳ Nam của miền Bắc, Lê Dân, Hoàng Anh Tuấn, Lê Mộng Hoàng của miền Nam. Một số khác ở lại Pháp làm phim, nhưng không có thành công đáng kể.
Bên cạnh những đạo diễn về Việt Nam làm phim, một số nhà làm phim Việt kiều thực hiện các bộ phim ngay tại hải ngoại.
Sau 1975, nhiều người Việt rời Việt Nam định cư ở nước ngoài. Một số diễn viên Việt kiều tham gia vào nền điện ảnh nơi họ định cư. Kiều Chinh giành được nhiều vai diễn nhỏ tại Hollywood. Năm 1993, Lê Thị Hiệp đóng vai nữ chính bên cạnh Tommy Lee Jones trong bộ phim nói về Chiến tranh Việt Nam Trời và đất (Heaven & Earth, 1993) của đạo diễn nổi tiếng Oliver Stone. Tại Pháp, Phạm Linh Đan giành giải César cho Nữ diễn viên triển vọng trong phim De battre mon cœur s'est arrêté năm 2006. Cảnh sát người Pháp gốc Việt Nguyễn Văn Lộc đóng vai chính trong một số sê-ri phim truyền hình dựa theo cuốn tự truyện của chính ông. Các diễn viên trẻ như Johnny Trí Nguyễn, Dustin Nguyễn cũng tham gia nhiều phim của Hollywood.
Một vài diễn viên mang một phần dòng máu Việt khác giành được nhiều thành công, như Chung Lệ Đề nổi tiếng ở Hồng Kông; Maggie Q tham gia diễn xuất trong những bộ phim lớn của Hollywood như Nhiệm vụ bất khả thi 3 (Mission: Impossible III, 2006), Die Hard 4 (2007).
Năm 2003, một đạo diễn trẻ Victor Vũ thực hiện bộ phim thứ hai của mình là Một buổi sáng đầu năm (First Morning). Trước đó anh đã làm một phim ngắn tên Firecracker vào năm 1997. Một buổi sáng đầu năm được thực hiện đơn giản, nhưng về nội dung tác giả lại muốn đề cập đến nhiều khía cạnh cuộc sống của người Việt tị nạn. Bộ phim, với sự tham gia của những diễn viên trẻ của điện ảnh hải ngoại là Johnny Trí Nguyễn và Kathleen Lương, đã không để lại dấu ấn gì. Năm 2004, Victor Vũ làm Oan hồn (Spirits), một phim thuộc thể loại kinh dị mang đậm chất Á đông. Oan hồn được báo chí Việt Nam nhắc đến và Victor Vũ đã mang bộ phim này tham dự một số liên hoan phim. Năm sau 2006, Victor Vũ tiếp tục sản xuất bộ phim kinh dị Thế giới huyền bí tập 1 là Tình yêu bất biệt (Mysterious World, Episode 1: Love Never Die).
Tại Pháp, một đạo diễn trẻ gốc Việt là Kim Chapiron. Anh bắt đầu là một người thiết kế web trước khi bước chân vào điện ảnh. Những bộ phim đầu tay của Kim Chapiron Tarubi, l'Arabe Strait (2000) et La Barbichette (2002) đã tham dự nhiều liên hoan phim như Locarno, Cicuito Off Venice, Les Lutins du Court-Métrage. Năm 1995, cùng Romain Gavras, Kim Chapiron thành lập hội nghệ sĩ Kourtrajmé, tập hợp nhiều tên tuổi nổi tiếng: tay guitar Nguyên Lê, diễn viên Vincent Cassel... Sheitan, phim dài đầu tay của Kim Chapiron do Vincent Cassel sản xuất có sự tham gia diễn xuất của Vincent Cassel và Monica Bellucci. Thời điểm 2007, tác phẩm mới nhất của Kim Chapiron là video clip France à fric cho ca sĩ nhạc rap Rockin' Squat.
Bắt đầu năm 2005 và chính thức ra mắt năm 2007, đạo diễn Hàm Trần với bộ phim Vượt sóng (Journey from the Fall - Hành trình từ sự sụp đổ) đã giành được sự chú ý của cộng đồng người Việt hải ngoại. Phim được trình chiếu rộng rãi tại Hoa Kỳ và đã đoạt được doanh thu cao nhất cho mỗi rạp. Bộ phim nói về cảnh ngộ của những người trong trại cải tạo ở Việt Nam sau 1975 và sau đó là những thuyền nhân. Vượt sóng có sự tham gia của Kiều Chinh, Nguyễn Long và diễn viên, nữ ca sĩ Diễm Liên. Kinh phí sản xuất bộ phim này cũng do cộng đồng người Việt ở Mỹ tài trợ.
Vào năm 2003, Đại hội Điện ảnh Việt Nam Quốc tế lần đầu tiên được tổ chức ở vùng Little Saigon của Quận Cam, California, Hoa Kỳ. Sau đó Đại hội được tổ chức hai năm một lần. Đây là đại hội điện ảnh duy nhất dành riêng cho các nhà làm phim gốc Việt trên toàn thế giới. Ngoài những nhà làm phim Việt kiều, một số đạo diễn trong nước như Pham Nhuệ Giang, hay Bùi Thạc Chuyên cũng đem phim tới dự. Năm 2007, đại hội được tổ chức ở trường Đại học California tại Irvine với 51 phim gồm 13 phim dài, 36 phim ngắn. Ngoài những phim thực hiện trong nước như Sống trong sợ hãi của đạo diễn Bùi Thạc Chuyên, Dòng máu anh hùng của hãng phim Chánh Phương, còn có những phim điện ảnh hải ngoại Vượt sóng (Journey from the Fall) của Hàm Trần, Bụi đời (Dust of Life) của Lê Văn Kiệt.
Đạo diễn Việt kiều đầu tiên được giới điện ảnh nước ngoài chú ý đến là đạo diễn Lê Lâm với bộ phim ngắn Long Vân Khánh Hội làm năm 1980 tại Pháp. Bộ phim nói về một người lái tàu hỏa phải thực hiện công việc trong khi người vợ ở nhà đang hấp hối. Long Vân Khánh Hội được giới thiệu trong chương trình Triển vọng của điện ảnh Pháp tại Liên hoan phim Cannes năm đó. Ba năm sau, Lê Lâm làm tiếp phim Tro tàn của đế chế. Bộ phim là một hoài niệm của tác giả về quê hương trong mối quan hệ với những người Pháp thông qua nhân vật viên sĩ quan và người nữ tu sĩ Pháp, do nữ diễn viên nổi tiếng người Pháp Dominique Sanda thủ vai.
Trong mười năm sau đó, Lê Lâm không làm phim nữa và cũng không có tên tuổi của đạo diễn người Việt nào được nhắc đến trong hoạt động điện ảnh ở nước ngoài.
Mở đầu cho làn sóng các đạo diễn Việt kiều về Việt Nam làm phim là Hồ Quang Minh. Vào năm 1985, đạo diễn Hồ Quang Minh từ Thụy Sĩ về nước thực hiện bộ phim Con thú tật nguyền của Hãng phim Giải Phóng. Tiếp đó ông làm các bộ phim Trang giấy trắng (1991), Bụi hồng (1996) và mang những phim này tham dự một số liên hoan phim quốc tế.
Năm 1993, đạo diễn trẻ người Pháp gốc Việt Trần Anh Hùng thực hiện bộ phim đầu tay Mùi đu đủ xanh (L'Odeur de la papaye verte) tại Pháp. Bộ phim nói về một cô gái, từ khi còn bé tới lúc trưởng thành, ở Sài Gòn trong thập niên 1950. Trong một khung cảnh nhỏ hẹp, cốt truyện đơn giản, tác giả đặc biệt chú ý đến hình ảnh và màu sắc. Và ngay từ tác phẩm đầu tay này, Trần Anh Hùng đã thành công. Mùi đu đủ xanh giành được giải Trẻ và giải Camera vàng trong Liên hoan phim Cannes năm đó. Sang năm 1994, phim được đề cử tranh giải Oscar cho phim ngoại ngữ hay nhất và giành được giải César cho tác phẩm đầu tay.
Năm 1995, Trần Anh Hùng trở về Việt Nam làm phim Xích lô (Cyclo). Xích lô có sự tham gia của nhiều diễn viên Việt Nam cùng ngôi sao điện ảnh Hồng Kông Lương Triều Vỹ. Khác với bộ phim trước, bối cảnh của Xích lô là Thành phố Hồ Chí Minh trong thập niên 1990 với nhiều bạo lực, tệ nạn. Phim đã giành được giải Sư tử vàng và giải FIPRESCI tại Liên hoan phim Venezia năm 1995. Năm 1999, Trần Anh Hùng thực hiện bộ phim thứ ba cũng ở Việt Nam, Mùa hè chiều thẳng đứng (À la verticale de l'été) với sự tham gia của nhiều diễn viên Việt Nam nổi tiếng: Lê Khanh, Như Quỳnh, Trần Quang Hải, Lê Tuấn Anh... Với ba phim, tuy giành được những thành công ở nước ngoài, Trần Anh Hùng không được nhiều khán giả Việt Nam biết tới. Các nhà làm phim trong nước đánh giá phim Trần Anh Hùng ít bản sắc Việt Nam.
Cũng năm 1999, đạo diễn Việt kiều Mỹ Tony Bùi về nước làm Ba mùa (Three Seasons), một bộ phim với ba câu chuyện nhỏ xen kẽ với nhau. Ba mùa có sự tham gia của diễn viên người Mỹ Harvey Keitel trong vai một cựu chiến binh Mỹ trở lại Việt Nam tìm con gái, và các diễn viên Việt Nam như Đơn Dương, Ngọc Hiệp... Ba mùa được công chiếu rộng rãi ở Việt Nam và đã thu hút được khán giả. Phim đoạt cả hai giải của khán giả lẫn giám khảo tại Liên hoan phim Sundance. Năm 2001, Tony Bùi đứng ra làm nhà sản xuất cho bộ phim đầu tay của anh mình là Timothy Linh Bùi mang tên Rồng xanh (Green Dragon). Bộ phim nói về những người Việt tị nạn sau biến cố tháng 4 năm 1975 với sự tham gia của ngôi sao Hollywood Patrick Swayze, diễn viên Đơn Dương, các diễn viên hải ngoại Lê Thị Hiệp, Kathleen Luong. Rồng xanh vấp phải sự phản đối của Nhà nước Việt Nam và sau bộ phim này, diễn viên Đơn Dương rời Việt Nam sang định cư tại Hoa Kỳ. Trước đó Đơn Dương cũng tham gia một bộ phim Hollywood khác nói về Chiến tranh Việt Nam là Chúng ta là những người lính (We Were Soldiers 2002) cùng Mel Gibson.
Sang thập niên 2000, làn sóng các đạo diễn Việt kiều về nước làm phim trở nên mạnh mẽ. Như Hồ Quang Minh với Thời xa vắng (2004), Việt Linh với Mê Thảo - Thời vang bóng (2003), Nguyễn Võ Nghiêm Minh với Mùa len trâu (2004), Đoàn Minh Phượng với Hạt mưa rơi bao lâu (2005). Phim của những đạo diễn này đã giành được nhiều giải thưởng tại Liên hoan phim Việt Nam và họ cùng với các nhà làm phim trong nước tạo nên nền điện ảnh Việt Nam đương đại.

### Phim nổi tiếng
- Mùi đu đủ xanh
- Vượt sóng

### Nhà làm phim nổi tiếng
- Charlie Nguyễn
- Trần Anh Hùng
- Trần Hàm
- Nguyễn Lâm
- Victor Vũ

### Diễn viên nổi tiếng
- Trần Nữ Yên Khê
- Lê Thị Hiệp
- Maggie Q
- Phạm Linh Đan
- Dustin Nguyễn
- Johnny Trí Nguyễn
- Tinna Tình